# Запійний перегляд

Запійний перегляд (англ. binge-watching, також телезапій, безперервний перегляд, марафонський перегляд) — практика невпинного перегляду певної телевізійної програми чи серіалу. Опитування потокового сервісу Netflix, проведене в лютому 2014 року, виявило, що 73 % респондентів під «телезапоєм» розуміють «безупинний перегляд від двох до шести епізодів телепрограми на одному подиху». Запійний перегляд став популярним із появою онлайн-медіасервісів, завдяки яким глядач має змогу за запитом дивитися телесеріали та фільми (це вже згаданий Netflix, а також Hulu, Amazon Video та ін.).

## Історія
Ідея поєднання кількох послідовних епізодів телешоу і їхнього почергового перегляду у швидкому темпі виникла з телемарафонів, у яких канали вносили у свій ефірний час кількагодинні повторні покази одного серіалу. Така практика почалася ще в 1980-ті роки і досі є популярною серед телеканалів.
Використання терміна «телезапій» можна простежити ще в кінці 1990-х. Тоді він використовувався у вузьких колах телевізійних фандомів. Вживаність слова популяризувала поява потокового онлайн відео. У 2013 році, коли Netflix почав випускати всі епізоди серіалів одночасно, слово стало мейнстримним. 61 % учасників опитування Netflix зізналися, що регулярно впадають у телезапій.
У листопаді 2015 р. британський словник англійської мови «Collins English Dictionary» обрав даний вираз словом року. На початку пандемії 2020 року спостерігався помітний сплеск запойного перегляду Netflix. Локдаун призвів до того, що ті, хто застряг удома, почали проводити час, наздоганяючи та передивляючись телевізійні серіали. У порівняльному дослідженні Бріджит Рубенкінг зауважила, що традиційний перегляд за попереднім записом зменшився з 2015 по 2020 рік. Рубенкінг зазначила, що всі три типи перегляду — перегляд серіалів, перегляд серіалів та перегляд за попереднім записом — були на рекордно високому рівні на початку пандемії. Ці обставини сприяли зростанню кількості людей, які перейняли ці звички.

## Культурний вплив
Американський актор і продюсер Кевін Спейсі у 2013 році закликав телевізійних керівників давати аудиторії «що вона хоче і коли вона хоче. Якщо глядачі хочуть телезапою, то ми повинні дати їм це». Він стверджував, що висока якість історії утримуватиме увагу аудиторії протягом декількох годин поспіль, і може знизити піратство. Неперервний перегляд якісного телепродукту, такого як «Прослушка» та «Пуститися берега», порівняли з прочитанням кількох розділів роману в один присід і сприймається деким як «розумний і вдумливий спосіб» дивитися телепрограми.
Директор телемережі ITV застеріг, що марафонські перегляди руйнують «соціальну цінність» телебачення, оскільки позбавляють можливості очікування майбутніх епізодів і обговорення їх із друзями. Дослідження Техаського університету міста Остін виявили зв'язок між запійними телепереглядами і депресією, самотністю, дефіцитом саморегулювання й ожирінням. «Хоча деякі люди стверджують, що запійний перегляд не є згубною звичкою, наше дослідження свідчить, що варто зробити переоцінку феномену запійного перегляду», — заявили автори дослідження, у якому взяли участь 300 добровольців у віці 18—29 років.